# Walter Allward
Walter Seymour Allward (Toronto, 18 de noviembre de 1876-24 de abril de 1955) fue un escultor canadiense, probablemente el más importante escultor de monumentos de principios del siglo xx de Canadá.

## Biografía
Allward nació en Toronto, Ontario,  hijo de John A. Allward de Terranova. Educado en las escuelas públicas de Toronto, su primer trabajo fue en la edad de 14 años como ayudante de su padre, que era carpintero. Trabajó como dibujante para una la firma de arquitectura Gibson y Simpson y posteriormente realizando moldes con arcilla para confeccionar paneles decorativos para la Sociedad de Don Valley Brick Works. Recibió clases de formación en la Escuela Técnica de Nueva Allward preparándose para su larga carrera con la escultura monumental. Allward fue miembro de la Real Academia de las Artes.

## Primeros trabajos
Su primera obra importante fue representar la figura de la Paz en el Memorial de las Batallas del Noroeste en el Queen's Park (Parque de la Reina) en Toronto el año 1894.
Entre sus otras obras tempranas se incluye una figura de tamaño natural del Dr. Oronhyatekha, encargado por la Orden Independiente Forestales (1899). Mientras ejecutó encargos de retratos de (Simcoe Monumento (1896? -1903), Sir Oliver Mowat (1899 -1905) y JS Macdonald (1907-1909), todos en el Queen's Park). 

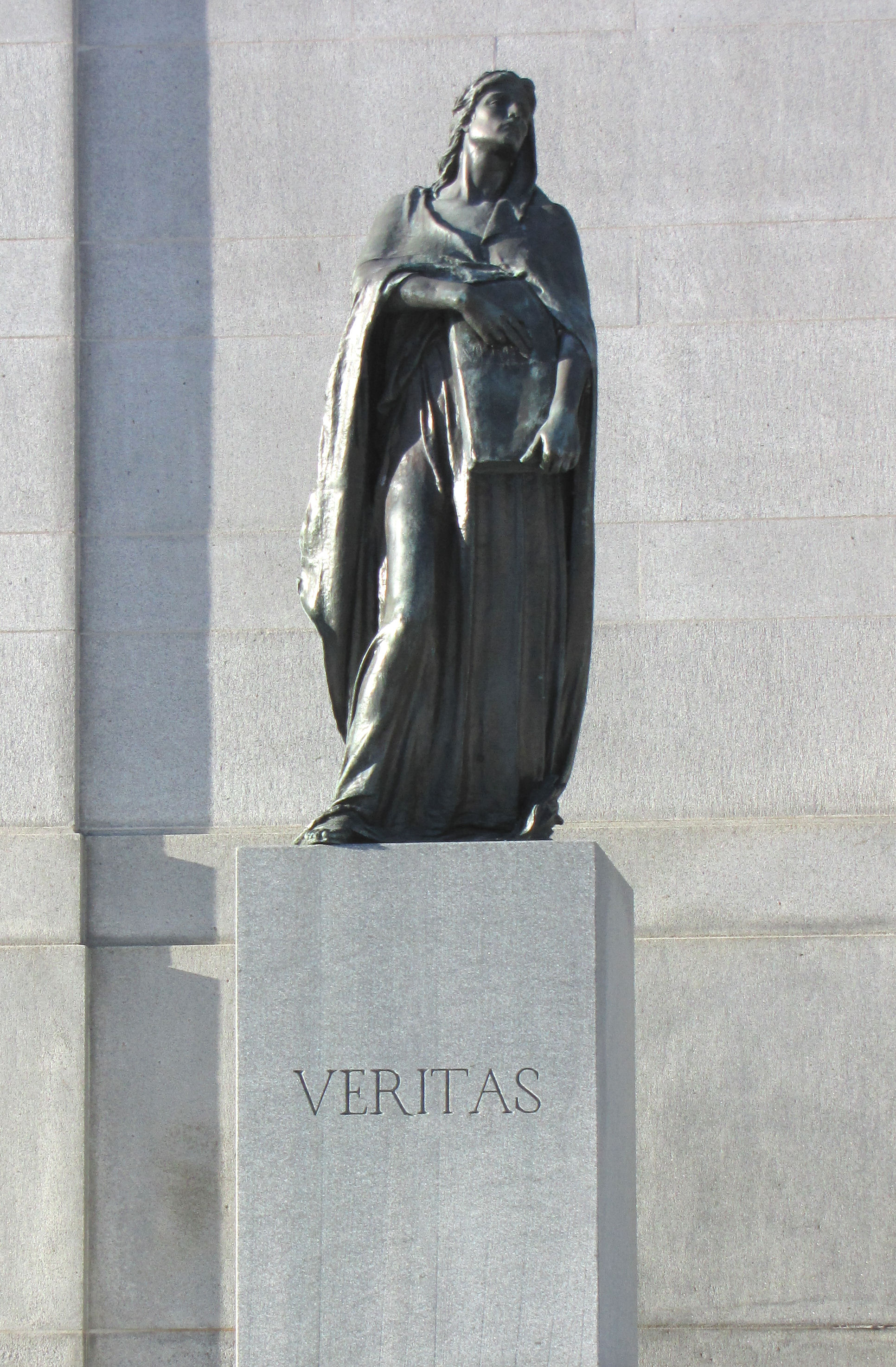
La Verdad.

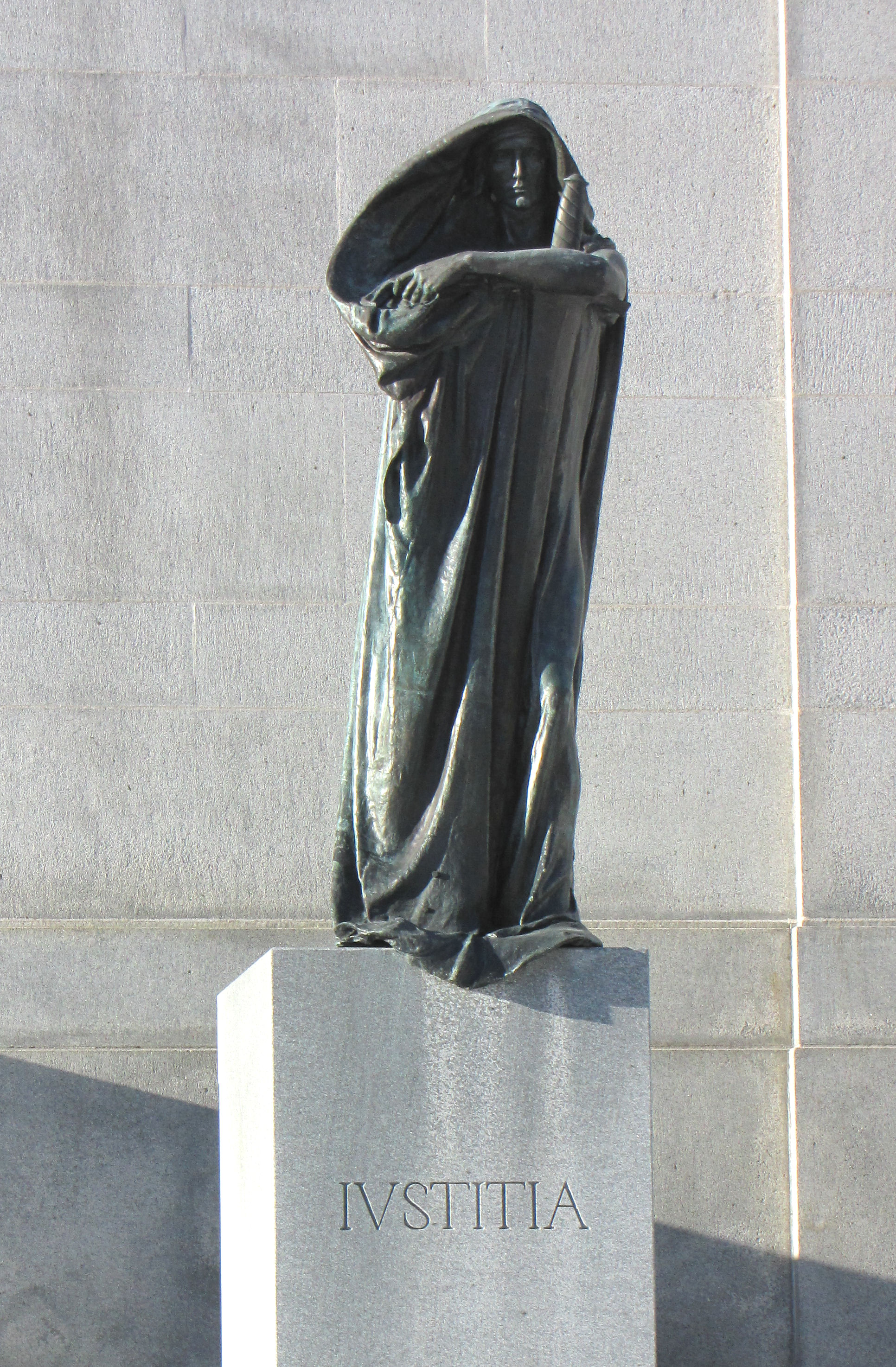
La Justicia.

Tuvo preferencia en realizar interpretaciones alegóricas como en su memorial de guerra sudafricano War Memorial en Toronto (1910) y el Monumento Baldwin-Lafontaine (1907-1914) en la Colina del Parlamento en Ottawa. Uno de los primeros grandes éxitos fue el monumento a Alexander Graham Bell (1908-1917) en Brantford, Ontario.
En 1912 ganó el proyecto conmemorativo del rey Eduardo VII, instalado ante el Tribunal Supremo en Ottawa, para el que dos estatuas, la Verdad y la Justicia, se realizaron en 1923, una vez pasada la Primera Guerra Mundial.

## Memorial canadiense de Vimy
El encargo más importante y famoso recibido fue para ejecutar el monumento para conmemorar los héroes canadienses muertos durante la Primera Guerra Mundial en Vimy Ridge (Francia). Un proyecto que le ocupó desde 1921 hasta su inauguración en 1936, en vísperas de la Segunda Guerra Mundial. Al final la comisión seleccionó la Cresta de Vimy, en gran parte gracias a su elevación sobre la llanura, como el mejor lugar para el diseño de Allward.
En junio de 1922 Allward instaló un estudio en Londres, y recorrió diversos países durante más de dos años hasta encontrar una piedra del color adecuado, la textura y luminosidad que él deseaba para el monumento. Finalmente lo encontró en las ruinas del Palacio de Diocleciano. Conocida como la piedra caliza Seget, era una piedra que provenía de una antigua cantera romana situada en Croacia. Como consecuencia, la piedra tuvo que ser primero extraída y luego enviada por barco a Francia para transportarla en camión y ferrocarril hasta Vimy Ridge. Empleó casi seis mil toneladas de la piedra Seget. Las veinte figuras esculpidas para el monumento fueron talladas in situ en los enormes bloques de piedra. Fueron talladas por ayudantes, por medio de un pantógrafo para reproducir las figuras de los modelos de yeso realizados por Allward.

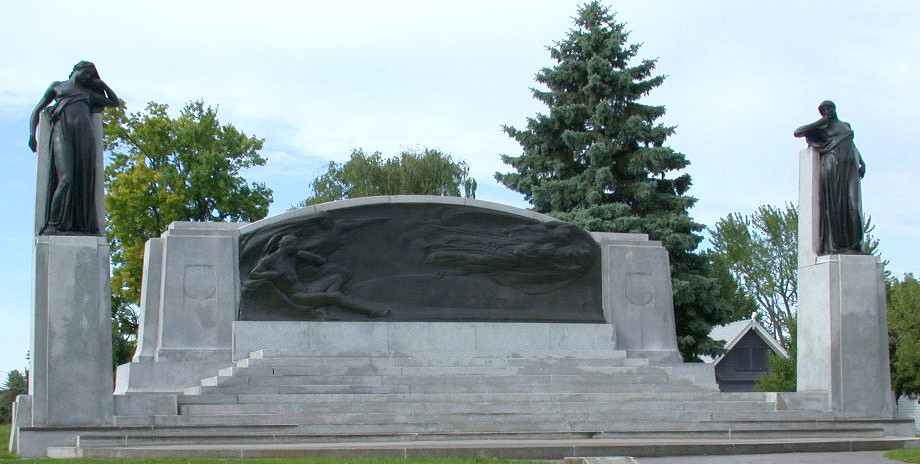
El Bell Telephone Memorial.